# 小行星1944
小行星1944（1944 Gunter）是一颗围绕太阳公转的小行星。1925年9月14日，卡爾·威廉·萊茵姆特在海德堡发现了此天体。
該小行星以萊茵姆特的兒子岡特·萊茵姆特（Günter Reinmuth）命名。
这颗小行星的绝对星等为124.77777等。